# Shahrukh Khan
Vous lisez un « bon article » labellisé en 2009.
Pour les articles homonymes, voir Khan (homonymie) et SRK.
Shahrukh Khan (hindi : शाहरुख़ ख़ान, Śaharuxa Xana ; ourdou : شاہ روخ خان), parfois orthographié Shah Rukh Khan et familièrement appelé SRK, est un acteur et producteur indien, occasionnellement showman et présentateur de jeu télévisé, né le 2 novembre 1965 à Delhi. Il est considéré comme l’un des acteurs les plus influents au monde avec des millions de fans présents sur les 5 continents, ce qui fait de lui l’une des plus grandes vedettes du cinéma indien au niveau mondial. Il reste parmi les personnalités les plus fortes d’Asie.
Élevé dans une famille musulmane de la classe moyenne de la banlieue de la capitale, il fait des études d'économie et de communication tout en jouant dans une troupe de théâtre. Après avoir été remarqué dans des séries télévisées, il rejoint les studios de Bombay où commence sa carrière cinématographique.
Il connaît la réussite dès son premier film, Deewana (1992), qui lui permet de recevoir le Prix du meilleur espoir masculin, bientôt suivi de nombreuses autres récompenses. En effet, Shahrukh Khan devient une des stars majeures de Bollywood en quelques années grâce à une forte présence à l'écran ainsi qu'à son choix d'interpréter des personnages novateurs pour le cinéma indien. Tout d'abord, il joue des antihéros à tendance psychotique mais qui, contrairement à l'habitude, suscitent la sympathie, dans des films tels que Baazigar, Darr ou Anjaam. Puis, avec Dilwale Dulhania Le Jayenge, il incarne le personnage du fiancé et gendre idéal alliant modernité et respect des traditions. Suivent d'autres comédies romantiques qui sont également de véritables blockbusters : Kuch Kuch Hota Hai, Mohabbatein ou La Famille indienne. Shahrukh Khan sait également diversifier la palette de ses rôles avec des drames (Devdas, New York Masala), des films à thèse (Devdas, Swades : Nous, le peuple ou Chak De! India), des films d'action (Don - The Chase Begins Again, Ra.One, Don 2) ou des comédies (Baadshah, Duplicate). Cette carrière prestigieuse et prolifique lui vaut les surnoms de King Khan et de King of Bollywood, ainsi qu'une renommée internationale.

## Biographie

### Jeunesse
Shahrukh Khan naît le 2 novembre 1965 à la maternité Talwar de New Delhi. Il est le second enfant de Meer Taj Mohammad Khan, né en 1928 à Peshawar (Raj britannique, actuellement au Pakistan) et de son épouse Fatima Lateef de Hyderabad (Andhra Pradesh),. Avec ses frères aînés, Meer Khan s'implique dans la lutte pour l'indépendance de l'Inde aux côtés du leader musulman non-violent Badshah Khan, allié de Gandhi. Cet engagement politique le conduit plusieurs fois en prison à partir de 1942. Pour lui permettre de poursuivre ses études de droit dans de bonnes conditions, sa famille l'envoie à l'Université de Delhi en 1946. Mais en 1947, lors de la partition du pays, son appartenance aux Red Shirts de Badshah Khan lui vaut d'être inscrit sur la liste noire du nouvel État pakistanais et lui interdit tout retour vers sa terre natale pendant de longues années.
Il fait la connaissance de sa future épouse quelques années plus tard, dans des conditions dignes d'une comédie romantique de Bollywood. Alors que Fatima est victime d'un grave accident de voiture, Meer se porte à son secours, l'extrait de la carcasse du véhicule et la conduit à l'hôpital où une transfusion sanguine doit être faite dans les meilleurs délais : Meer lui donne son sang et tombe amoureux. Après avoir vaincu les résistances des parents de la jeune femme, peu enclins à accorder la main de leur fille à un homme sans famille et sans situation, Meer et Fatima se marient en février 1959. Ils ont d'abord une fille, Shahnaz Lalarukh, puis cinq ans plus tard, un fils, Shahrukh.

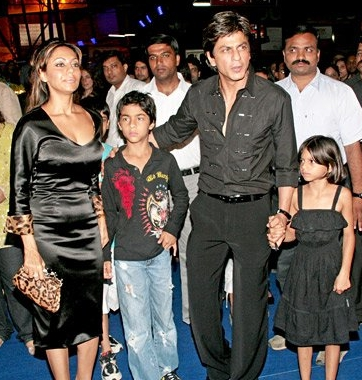
Shahrukh Khan en famille en 2008

Shahrukh Khan garde un merveilleux souvenir de son enfance, entouré de parents affectueux, d'une grande rigueur morale et d'un haut niveau intellectuel. Pourtant la situation matérielle de la famille n'est pas toujours idéale, le sens des affaires de Meer étant le plus souvent défaillant ; Fatima veille cependant à ce que ses enfants bénéficient d'un certain confort et d'une bonne instruction.
Dans sa famille, Shahrukh reçoit une éducation libérale tant en matière de religion, de suivi scolaire, de loisirs que du choix de ses amis. À partir de 1972 il fréquente l'école St. Columba tenue par de stricts frères irlandais. Ses farces et ses imitations y séduisent plus ses copains de classe que les professeurs mais, flirtant avec le règlement et obtenant de bons résultats tant dans les matières de culture générale que dans les disciplines sportives et artistiques, il n'est jamais renvoyé. À l'issue de sa scolarité, il reçoit la Sword of Honor, récompense décernée aux élèves les plus brillants. Il intègre ensuite le Hans Raj College où il obtient un diplôme d'économie puis la Jamia Millia Islamia (National Islamic University) où il étudie la communication sans achever son cursus.
La jeunesse de Shahrukh Khan est attristée par la mort de son père qui succombe à un cancer en 1980, puis par celle de sa mère qui décède d'une septicémie dix ans plus tard.
Shahrukh Khan rencontre Gauri Chibba en 1984 mais les parents de la jeune fille, hindous et aisés, s'opposent à une union avec un musulman, orphelin et sans véritable métier. Cependant les jeunes gens ne se découragent pas et poursuivent leur relation en secret pendant six ans. Finalement les parents de Gauri consentent au mariage qui est célébré selon le rite hindou le 25 octobre 1991. Gauri et Shahrukh ont trois enfants : Aryan, né en 1997, Suhana, née en 2000 et AbRam, né en 2013, qu'ils élèvent dans les religions musulmane et hindoue.

### Formation
Très jeune, Shahrukh Khan aime imiter les chanteurs de playback des films bollywoodiens qu'il entend à la radio et tout spécialement Mumtaz, star des années soixante. Adolescent, comme l'immense majorité des Indiens, il est un fervent admirateur d'Amitabh Bachchan dont il ne rate aucun film, apprenant par cœur certains de ses dialogues et imitant sa démarche.

#### Théâtre
En 1985, il rejoint le Theater Action Group (TAG) dirigé par un comédien anglais, Barry John. Il y suit des ateliers au cours desquels le metteur en scène, plutôt que de diriger les étudiants avec autorité, les laisse chercher leur propre interprétation afin d'atteindre au cœur du personnage. Shahrukh Khan en retire une leçon fondamentale : « Il n'y a pas de bonne ou de mauvaise façon de jouer une scène. La Méthode c'est ce qui marche pour vous. Le baromètre ultime est ce que les gens aiment. » Au cours des cinq années passées au TAG, Shahrukh Khan ne joue que rarement les rôles principaux, mais son énergie et son sens comique font merveille dans les pièces pour enfants. Ces qualités amènent Barry John à lui conseiller de faire du cinéma, ce qui n'intéresse pas encore le jeune comédien.

#### Télévision
En avril 1988, Pradip Krishen et sa compagne scénariste Arundhati Roy contactent le TAG pour faire le casting d'un téléfilm en anglais, In Which Annie Gives It Those Ones. Trop sûr de lui selon le réalisateur, Shahrukh Khan n'est retenu que comme figurant : il n'apparaît que quatre fois à l'écran pour prononcer les deux répliques d'un personnage tellement insignifiant qu'il ne porte pas de nom. Cette rebuffade le blesse profondément et, quand en 1997 Arundhati Roy le convie à assister à la cérémonie célébrant la réception du Prix Booker qu'elle vient de recevoir pour Le Dieu des Petits Riens, Shahrukh Khan décline l'invitation.
C'est également en 1988 qu'il est engagé pour jouer dans Dil Darya, série dirigée par Lekh Tandon. Le réalisateur lui apprend à extérioriser ses émotions et à se laisser aller à pleurer comme l'exige le scénario très ancré dans la vie quotidienne indienne, contrairement aux pièces de théâtre plus occidentales dont il était coutumier. Cette interprétation très expressive devient la caractéristique de son jeu comme le note Charles Tesson : « […] Shahrukh Khan dont le jeu alterne sourire radieux et visage en larmes, osant parfois une audacieuse symbiose des deux. »
Parallèlement, il commence le tournage de Fauji. Réalisée par un militaire à la retraite, le Colonel Raj Kapoor, la série retrace l'évolution d'un groupe de jeunes soldats et leur entraînement pour devenir commandos. La motivation et les qualités sportives de Shahrukh Khan incitent le Colonel à en faire progressivement le personnage principal, à la fois le plus attachant et le plus brillant dans les scènes de combat. Diffusé à partir de janvier 1989, Fauji devient immédiatement populaire, de même que Shahrukh Khan. Il est fréquemment reconnu dans la rue et les gens, qui n'ont pas encore retenu son nom, l'appellent Fauji ou Abhimanyu, du nom de son personnage.
Il est remarqué par Iskra Rogopag, société de production de Bombay dirigée par trois réalisateurs reconnus, Saeed Akhtar Mirza, Kundan Shah et Aziz Mirza, qui lui proposent un rôle dans deux épisodes de Ummeed. Shahrukh Khan accepte et s'installe à Bombay en 1990. Puis il enchaîne avec Circus d'Aziz Mirza, série tournée en extérieur dans un cirque itinérant, qui met en valeur les qualités physiques de l'acteur et l'amène à côtoyer un autre comédien débutant, Ashutosh Gowariker. Le succès de Circus permet à Shahrukh Khan de commencer à se faire un nom à Bollywood, tâche ardue pour un jeune homme de Delhi dont la famille est totalement étrangère au milieu très clanique du cinéma indien. En effet, Shahrukh Khan n'a aucun lien de parenté avec les autres Khan de Bollywood, tels les célèbres Aamir Khan, Salman Khan ou encore Saif Ali Khan.

### Débuts au cinéma: 1990-1994

#### Des films en série
Ce début de célébrité attire une personnalité inattendue, Mani Kaul, réalisateur de films art et essai. Il repère une dimension tragique chez Shahrukh Khan et lui propose le rôle du sombre Rogojine dans une adaptation de L'Idiot de Dostoïevski. Tout d'abord hésitant, Shahrukh Khan accepte de tenter l'expérience mais celle-ci n'est guère concluante : la direction d'acteur très conceptuelle de Mani Kaul ne lui convient pas. Le film ne sortira jamais dans les salles mais est diffusé en 1991 sur Doordarshan, la télévision d'État.

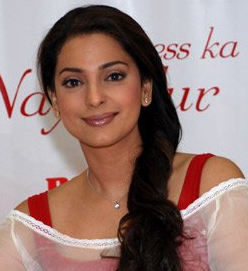
Juhi Chawla

Shahrukh Khan confie sa carrière à Vivek Vaswani, acteur et producteur, qui l'introduit dans le milieu du cinéma de Bollywood, le présentant aux producteurs et aux réalisateurs. Son franc parler, son allure décontractée, sa chevelure indisciplinée et sa beauté peu conventionnelle déconcertent, mais l'obstination de Vivek Vaswani et son enviable palmarès à la télévision finissent par convaincre.
Shahrukh Khan tourne alors presque simultanément Raju Ban Gaya Gentleman d'Aziz Mirza, Dil Aashna hai d'Hema Malini, Chamatkar de Rajiv Mehra et Deewana de Raj Kanwar qui sort le premier, en juin 1992. C'est un succès immédiat pour le film et pour Shahrukh Khan dont la prestation est couronnée par le Filmfare Award du meilleur espoir masculin en 1993. Dans Raju Ban Gaya Gentleman il forme pour la première fois un couple avec Juhi Chawla qu'il retrouve par la suite dans dix autres films. Cette longue collaboration est à l'origine de leur amitié et de leur association en tant que producteurs.
Maya Memsaab de Ketan Mehta (1993), adaptation de Madame Bovary de Flaubert, contribue également à la célébrité de Shahrukh Khan, mais pour des raisons moins artistiques : interprétant l'un des amants de Maya, l'acteur tourne une scène relativement osée pour le cinéma indien du début des années 1990 où l'actrice principale, Deepa Sahi, apparaît seins nus. La presse à scandale affabule sur les conditions de tournage et Shahrukh Khan, ulcéré, harcèle et insulte un des journalistes qui porte plainte. Par la suite, Shahrukh Khan n'embrassera jamais aucune de ses partenaires sur la bouche. Il suit en cela les recommandations de la censure indienne, ce qui l'amène à refuser de continuer le tournage de Yeh Lamhe Judaai Ke de Birendra Nath Tiwari : commencé en 1992 le film ne sort que douze ans plus tard, sans l'accord de l'acteur.

#### Deux rôles décisifs de antihéros dansBaazigaretDarr
Cette même année 1993, Shahrukh Khan tourne King Uncle de Rakesh Roshan et Kabhi Haan Kabhi Naa de Kundan Shah, mais c'est avec Baazigar et Darr que sa carrière franchit une nouvelle étape.
Souhaitant faire un remake de Un baiser avant de mourir (James Dearden, 1991), les frères Abbas-Mastan approchent les déjà célèbres Aamir Khan et Salman Khan qui tous deux refusent le rôle principal de Baazigar, trop négatif à leurs yeux. Par défaut, ils engagent Shahrukh Khan qui endosse pleinement ce personnage à la personnalité ambivalente et au double jeu : innocente et charmante victime d'une injustice, mais aussi personnage froid et calculateur animé par la soif de vengeance.
Le casting de Darr se déroule dans des circonstances similaires : Aamir Khan, Ajay Devgan et Sanjay Dutt déclinent l'offre d'interpréter un amoureux psychopathe que leur fait Yash Chopra, vétéran de Bollywood. Sur les conseils de son fils Aditya, le réalisateur se résigne à engager Shahrukh Khan qui met toute son énergie dans le personnage d'un amoureux éconduit qui harcèle celle qu'il aime.
Baazigar sort en novembre 1993 et remporte immédiatement un large succès bien que Shahrukh Khan y interprète un rôle de « méchant » peu conforme aux stéréotypes auxquels les spectateurs indiens sont habitués : visage patibulaire, rire sardonique, âge mûr, sadisme… Darr sort un mois plus tard et le public est à nouveau au rendez-vous. Ces deux films contribuent à faire évoluer le héros des films en hindi qui n'a plus besoin d'être un gentleman ni même un homme honorable comme Amitabh Bachchan l'a si brillamment incarné. Désormais, tout un chacun peut devenir un héros ; ce ne sont ni les muscles ni le prestige mais les passions du cœur qui dominent et justifient son action. Shahrukh Khan en fait le constat : « Le héros des films hindis a changé. Il peut mourir et être malchanceux en amour. Il peut tuer. Ce n'est pas lui qu'on doit aimer, mais l'histoire qu'il nous raconte. »
Ces films revêtent une grande importance dans la carrière de l'acteur. Baazigar l'honore de son premier Filmfare Award du meilleur acteur en 1994 et lui permet de former pour la première fois avec Kajol le couple cinématographique le plus populaire de la décennie ; Darr lui donne l'occasion de travailler avec Yash et Aditya Chopra, réalisateurs et producteurs parmi les plus puissants de Bollywood, association qui se révèle fructueuse pour les trois hommes.

### La consécration du «King Khan»: 1995-1999
Le choix d'interpréter coup sur coup des personnages de tueur ou de psychopathe, renouvelé en 1994 avec Anjaam de Rahul Rawail et premier film avec Madhuri Dixit, est audacieux car, traditionnellement dans le cinéma indien, un acteur est cantonné dans un seul type de rôle, soit le « méchant » - Amrish Puri ou Amjad Khan - soit le « bon » - Raj Kapoor, Dilip Kumar ou Amitabh Bachchan.
Si avec Kabhi Haan Kabhi Naa de Kundan Shah (1994), Karan Arjun de Rakesh Roshan (1995), Zamaana Deewana de Ramesh Sippy (1995), Guddu de Prem Lalwani (1995) et Oh Darling Yeh Hai India de Ketan Mehta (1995), Shahrukh Khan trouve des emplois certes toujours musclés, mais plus conformes aux valeurs familiales, voire mythologiques, et conquiert enfin l'amour de l'héroïne, c'est avec Dilwale Dulhania Le Jayenge (couramment cité par ses initiales DDLJ) en compagnie de Kajol qu'il construit son image d'amoureux et de gendre idéal.

#### Dilwale Dulhania Le Jayenge: le fiancé idéal

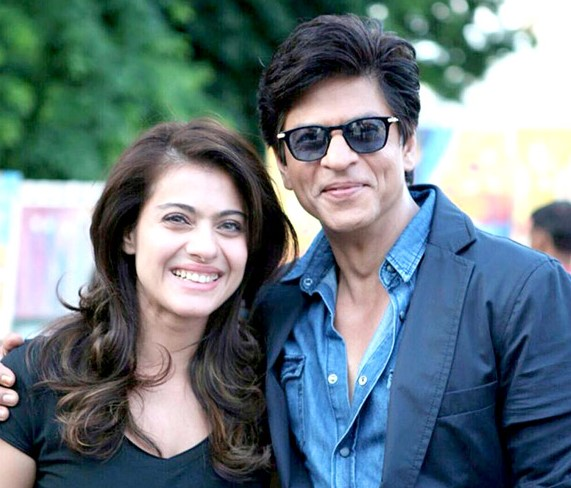
Kajol forme avec SRK l'un des couples cinématographiques préférés des Indiens.

Aditya Chopra, avec lequel il s'est lié d'amitié lors du tournage de Darr, lui propose un scénario a priori conventionnel dans lequel un couple de jeunes gens tombent amoureux mais dont les sentiments sont contrariés par la volonté du père de la jeune fille de la marier au fils de son meilleur ami. L'originalité de l'histoire réside dans le fait que les héros sont des membres de la diaspora indienne et qu'au lieu de s'enfuir pour vivre leur amour ou de se soumettre à la volonté paternelle, le jeune homme décide de convaincre le père de son aimée qu'il est le mari qu'il faut à sa fille.
Raj, interprété par Shahrukh Khan, est un nouveau type de héros. C'est un jeune Anglais moderne qui aime faire la fête avec ses copains et draguer les filles, dédaigne les comportements machistes, préférant aider les femmes dans leur tâches de préparation du mariage plutôt que d'accompagner les hommes à la chasse. Mais c'est aussi un Indien respectueux des valeurs traditionnelles qui ne profite pas de l'ivresse de Simran (Kajol), refuse de la priver de sa famille et souhaite la bénédiction de son père pour l'épouser. Cet heureux mélange de modernité et de tradition fait de Shahrukh Khan non seulement le fiancé idéal, mais « l'Indien idéal », qui assume tranquillement le nouveau visage de l'Inde entrant dans la mondialisation tout en restant viscéralement attachée à ses racines millénaires. Outre les qualités intrinsèques du film (finesse de l'étude psychologique, qualité de l'interprétation, rythme soutenu de l'intrigue, excellence des chansons) et la complicité évidente qui unit Shahrukh Khan et Kajol, c'est ce qui explique le succès immense et durable de ce film, à l'affiche du cinéma Maratha Mandir de Mumbai sans interruption depuis 1995. La prestation de Shahrukh Khan est couronnée par le Filmfare Award du meilleur acteur en 1996.

#### Kuch Kuch Hota Hai: de l'amitié à l'amour
Shahrukh Khan enchaîne les tournages à un rythme accéléré, accumulant les succès dans des comédies romantiques dans lesquelles son personnage s'appelle fréquemment Raj ou Rahul - Ram Jaane de Rajiv Mehra (1995), Yes Boss d'Aziz Mirza (1997), Pardes de Subhash Ghai (1997) - entrecoupés de quelques flops - Trimurti de Mukul Anand (1995), English Babu Desi Mem de Praveen Nischol (1996). Il retrouve Yash Chopra pour une réussite, Dil to Pagal Hai (1997), et Abbas-Mastan pour une parodie burlesque de film policier, Baadshah (1999).
En 1998 Karan Johar lui demande de tourner dans son premier film, Kuch Kuch Hota Hai. Par amitié, Shahrukh Khan accepte avant même de lire le scénario, comme il l'avait fait pour Aditya Chopra. Il y interprète de nouveau un jeune homme moderne et charmeur, Rahul, qui après son veuvage retrouve son amie d'université (Kajol), qui de garçon manqué s'est transformée en une ravissante jeune femme. Le film marche aussi bien en Inde qu'à l'étranger, distribué par Yash Raj Films, société de production et de distribution de Yash et Aditya Chopra, qui a ouvert des bureaux en Grande-Bretagne et aux États-Unis.
Avec Dilwale Dulhania Le Jayenge et Kuch Kuch Hota Hai les bases du succès durable de Shahrukh Khan sont en place : une maison de production et de distribution puissante (Yash Raj Films) et trois réalisateurs et scénaristes qui lui créent des personnages modernes mais respectueux de traditions qu'ils veulent faire évoluer dans un environnement le plus souvent dénué de tout problème social ou politique, éléments à même de séduire la nouvelle classe moyenne indienne et la diaspora.

#### Des personnages engagés
Shahrukh Khan essaie également de casser son image trop lisse en choisissant des films moins consensuels tel Dil Se (1998) du grand réalisateur tamoul Mani Ratnam. Il y interprète le rôle d'un journaliste qui rencontre des populations déçues par la république indienne et tombe amoureux d'une mystérieuse jeune femme dont il découvre petit à petit les activités terroristes et les raisons qui l'y ont menée. Malgré la chanson Chaiyya Chaiyya (mémorable chorégraphie où l'acteur danse sur le toit d'un train en mouvement), les Indiens boudent le film, déconcertés par un Shahrukh Khan qui ne leur renvoie plus l'image d'un pays en harmonie mais la réalité des attentats terroristes. Cependant Dil Se est apprécié en Occident où il est le premier film indien à être classé parmi les 10 meilleurs au box-office britannique, il est également primé à Berlin et souvent projeté dans des rétrospectives. Cela n'est pas pour déplaire au comédien qui souhaite étendre sa notoriété au-delà de l'Asie, du Proche-Orient, de la Russie et de l'Afrique, territoires déjà conquis par Bollywood.
En 2000 il interprète un archéologue musulman battu à mort par des fanatiques hindous lors des troubles qui suivent la partition de l'Inde, dans le film de Kamal Haasan, Hey Ram. Retenu pour représenter l'Inde aux Oscars, le film est cependant un désastre financier de l'aveu même du réalisateur.
La même année, il tourne dans Phir Bhi Dil Hai Hindustani d'Aziz Mirza où il interprète un journaliste d'investigation qui se bat pour faire libérer un homme accusé à tort de terrorisme.

### Années 2000: échecs et conquêtes
Le début des années 2000 est une période difficile pour Shahrukh Khan. Les échecs de Phir Bhi Dil Hai Hindustani puis d'Asoka de Santosh Sivan (2001), qu'il interprète et qu'il produit, sont d'autant plus cuisants qu'à la même époque surgit un acteur nouveau venu, Hrithik Roshan : son succès considérable dans Kaho Naa… Pyaar Hai de Rakesh Roshan (2000) est abondamment médiatisé et présenté comme l'annonce de la fin du règne du King Khan dont la réussite insolente et l'humour tranchant ont indisposé de nombreuses personnes dans la presse et le milieu du cinéma. La rivalité entre les deux acteurs est instrumentalisée par le RSS, parti politique hindouiste d'extrême droite, qui proclame que Hrithik Roshan est la réponse hindoue au musulman Shahrukh Khan. Ce dernier est profondément blessé par ces attaques à un moment où il est particulièrement vulnérable : il a des problèmes de santé, séquelles de ses nombreuses cascades, et il sort à peine d'un long bras de fer avec la mafia de Mumbai qui tente de l'intimider pour l'obliger à jouer dans les films qu'elle finance, lui imposant une protection policière et le contraignant parfois avec sa famille à la réclusion dans leur villa.
Heureusement, Aditya Chopra lui offre une comédie romantique plus classique, Mohabbatein (2000), où il joue pour la première fois face à Amitabh Bachchan dont c'est le retour au cinéma après dix ans de « traversée du désert ». Inspiré du Cercle des poètes disparus, il y interprète à nouveau un personnage humaniste et sensible en butte à l'austérité du système éducatif indien traditionnel. Il joue aussi pour la première fois le rôle de l'amoureux éperdu d'Aishwarya Rai.

#### Kabhi Khushi Kabhi Gham: la famille indienne
Dans La Famille indienne de Karan Johar (2001) Shahrukh Khan forme un couple « problématique » avec Kajol, que les jeunes acteurs de Bollywood (Hrithik Roshan et Kareena Kapoor) tentent de réconcilier avec ceux de la génération précédente (Amitabh et Jaya Bachchan) qui avaient projeté un mariage arrangé avec Rani Mukherjee. Cette brillante comédie dramatique sur le déchirement - puis la réconciliation - d'une famille dont le patriarche reste sourd aux aspirations à l'amour de son fils adoptif, aborde de multiples thématiques liées à la filiation, aux castes, à la piété, à l'immigration. Il ambitionne de s'adresser entre autres à la diaspora puisqu'il est tourné pour moitié à Londres et qu'il fait de nouveau état de la difficulté à respecter pleinement les traditions et les sentiments au sein du monde moderne.
Conçu (la même année que Lagaan) comme une superproduction aux visées internationales monopolisant le meilleur de Bollywood, il bénéficie d'une distribution et d'une communication imposantes. C'est un des plus gros succès du box-office, tant national qu'international. Il est à la source d'une nouvelle vague de cinéma en Inde mais malgré son casting de stars, il ne concourt néanmoins à aucune récompense internationale puisqu'il est sorti trop tard pour représenter l'Inde aux Oscars de 2001 et trop tôt pour ceux de 2002.

#### Devdas

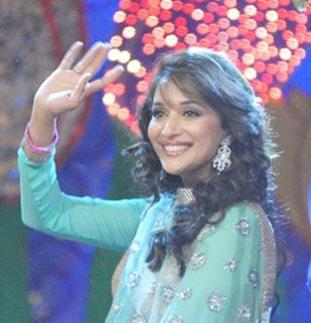
Madhuri Dixit

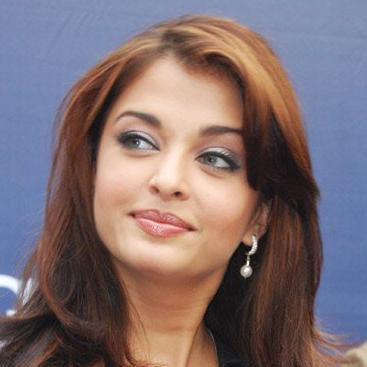
Aishwarya Rai

En novembre 2000, avec Aishwarya Rai, Madhuri Dixit et Jackie Shroff et sous la direction de Sanjay Leela Bhansali, Shahrukh Khan commence le tournage de Devdas qui ne s'achève qu'un an et demi plus tard et s'avère éprouvant : les prises de vue se déroulent essentiellement la nuit, deux techniciens sont tués dans des accidents, le producteur est arrêté pour collusion avec la mafia, le plateau de tournage est le témoin de la fin de la liaison tourmentée entre Aishwarya Rai et Salman Khan, et Shahrukh Khan, à l'instar du personnage qu'il interprète, se met à boire… Mais le film, histoire de l'impossible amour de Paro et Devdas qui sombre dans l'alcoolisme malgré l'affection de Chandramukhi, est une réussite. Il est présenté au Festival de Cannes en 2002, ce qui contribue à attirer l'attention des cinéphiles sur le cinéma de Bollywood qu'ils ignoraient avec dédain jusqu'alors. La sortie indienne a lieu en juillet et malgré quelques critiques réticentes, le public, séduit par la splendeur des décors, des costumes et des chorégraphies, se précipite dans les salles. Devdas permet à Shahrukh Khan de reconquérir son titre de Baadshah (Roi en hindi) de Bollywood, d'acquérir une renommée internationale, de recevoir tous les prix indiens d'interprétation masculine et surtout de prouver qu'il peut interpréter, avec succès, un personnage plus complexe que ceux qui ont fait sa renommée.

#### Une évolution réussie
Suivent plusieurs comédies romantiques : Hum Tumhare Hain Sanam de K.S. Adiyaman, Chalte Chalte d'Aziz Mirza (2003), New York Masala de Nikhil Advani (2003) puis Main Hoon Na de Farah Khan (2004).

Le succès de Devdas lui permet d'aborder des rôles différents, tel celui de Veer-Zaara (2004) dans lequel Yash Chopra, tout en respectant les codes bollywoodiens (amour impossible, chansons et retrouvailles), montre un Shahrukh Khan, certes amoureux, mais vieilli et brisé par vingt ans de prison et où le réalisateur dit tout son désir de réconciliation avec le Pakistan, terre natale qu'il a quittée après la partition. 

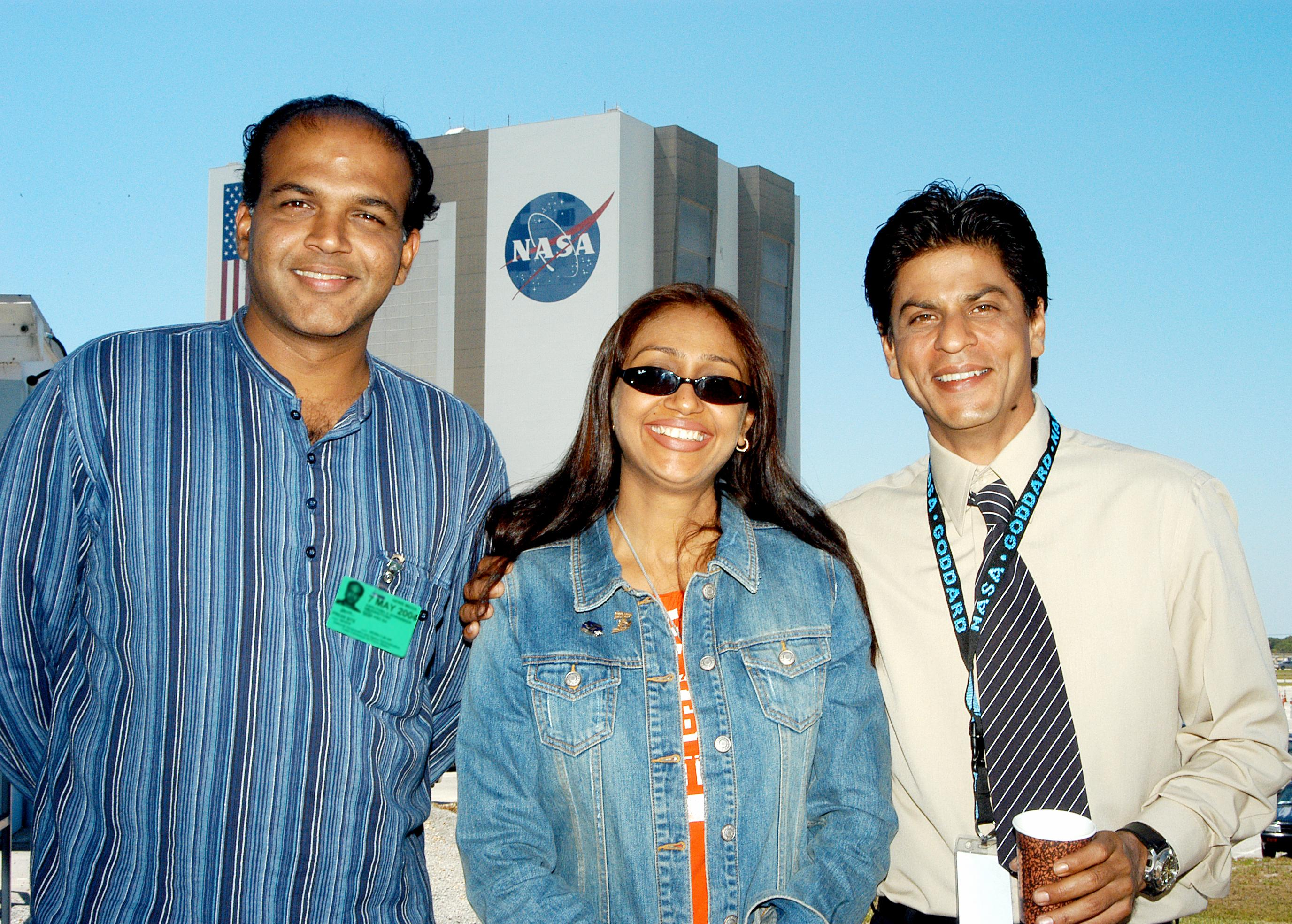
Ashutosh Gowariker et Shahrukh Khan lors du tournage de Swades

La même année, Ashutosh Gowariker, rencontré sur le plateau de Circus, engage la star pour Swades : Nous, le peuple dans le rôle d'un ingénieur de la Nasa revenant dans son pays natal pour y découvrir les méfaits du système des castes ainsi que ceux de la « fuite des cerveaux » dont il est un exemple. Ce film social montrant la solidarité nécessaire face à la pauvreté est l'un des rares films actuels de Bollywood faisant état du monde rural et de ses difficultés. Il ne rencontre toutefois pas le succès de Lagaan (2001).
Malgré cela Shahrukh Khan continue dans les contre emplois avec Kabhi Alvida Naa Kehna de Karan Johar (2006) où il incarne un joueur de football aigri, transgressant le tabou de l'adultère pour vivre une histoire d'amour heureuse. De plus, en abordant ouvertement la question du divorce, le film met à mal le mariage et la famille, fait inhabituel dans le cinéma populaire indien.
Dans Chak De! India (2007), deuxième film de Shimit Amin, il prend le risque d'interpréter le rôle d'un sportif musulman déchu, retrouvant son honneur en menant une équipe féminine de hockey à la victoire, dans un film très peu bollywoodien, sans histoire d'amour, sans chanson et faisant preuve d'une légère sensibilité féministe. Cette singularité ne l'a pas empêché d'être un succès commercial, classé troisième au box-office indien de 2007, et de procurer à Shahrukh Khan son septième Filmfare Award du meilleur acteur en 2008.
Si, l'âge venant, il lui est difficile de continuer à jouer les jeunes fiancés, il tourne cependant dans des comédies et des films de genre tel Paheli d'Amol Palekar (2005) avec Rani Mukherjee, adaptation d'un conte rajasthani qui accrédite subtilement l'idée qu'une femme délaissée puisse trouver le bonheur en trompant son mari. Bien que sélectionné pour représenter l'Inde aux Oscars, ce film ne rencontre guère de succès auprès du public indien.
Puis dans Don de Farhan Akhtar (2006), tout en rejouant un « sale type » comme il avait trouvé plaisir à le faire dans Baazigar, il affirme sa filiation en même temps que sa rivalité avec Amitabh Bachchan, puisqu'il s'agit du sombre remake d'un des plus grands succès de la star des années 1970.

#### Om Shanti Om

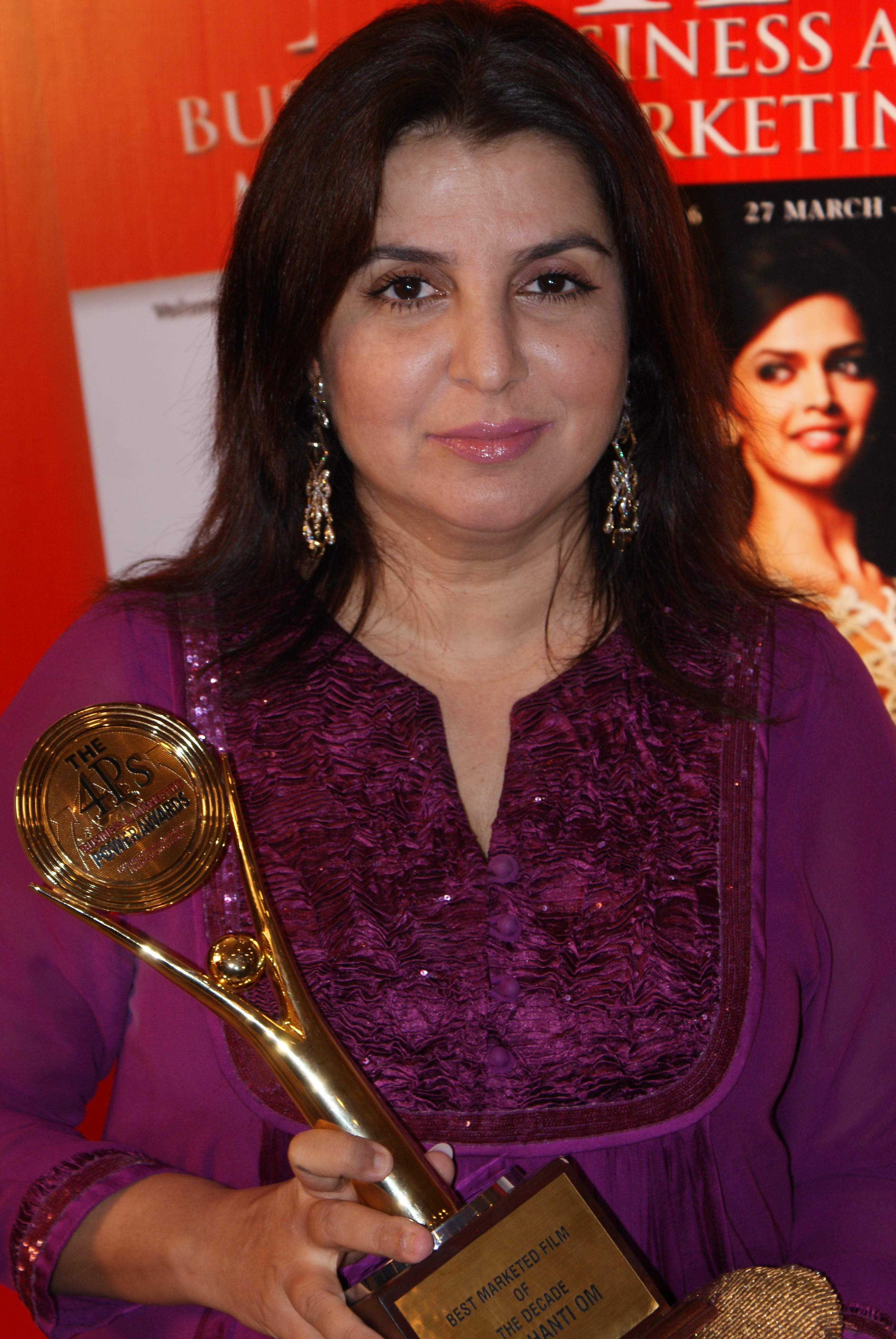
Farah Khan

Shahrukh Khan interprète et produit Om Shanti Om (2007), deuxième long métrage de Farah Khan, fidèle amie et prestigieuse chorégraphe, dans le premier film de laquelle il s'était déjà investi. C'est un hommage savoureux et parodique au cinéma commercial indien des années 1970 avec la débutante Deepika Padukone et où une pléthore de vedettes de Bollywood vient faire un item number dans la chanson Deewangi Deewangi. Dans Dard-E-Disco Shahrukh Khan surprend en exhibant un torse bodybuildé jusqu'alors apanage de Salman Khan ou Hrithik Roshan. Om Shanti Om est un énorme succès populaire pour lequel le producteur Shahrukh Khan organise une sortie mondiale le 9 novembre 2007 en Inde, au Royaume-Uni, aux États-Unis, en France entre autres, et qui est projeté hors compétition à la Berlinale.

#### Des doubles rôles
En décembre 2008, à peine quelques semaines après l'attaque de Mumbai par un commando terroriste, sort le très attendu troisième opus d'Aditya Chopra, Rab Ne Bana Di Jodi. Shahrukh Khan y interprète le double rôle de Surinder, fade et généreux mari employé d'une compagnie d'électricité, et de son avatar, Raj, séducteur très tendance créé pour éblouir sa jeune épouse peu sensible aux discrets mérites d'un mari qu'elle n'a pas choisi. L'acteur se révèle très convaincant en Indien moyen, avec moustache, grosses lunettes en écaille, pantalon en Tergal et scooter gris. Le film remplit les salles malgré le contexte peu favorable.
Ce double rôle rappelle les nombreux films dans lesquels Shahrukh Khan interprète deux personnages, voire plus. C'est ainsi qu'il interprète des sosies dans Duplicate où il incarne Bablu, modeste cuisinier et le redoutable gangster Manu, de même que dans Don - The Chase Begins Again où il incarne un impitoyable chef mafieux et un généreux chanteur des rues. Du fait d'une réincarnation, il est successivement Arjun puis Vijay dans Karan Arjun et Om Prakash Makhija puis Om Kapoor dans Om Shanti Om. Dans Baazigar, il est tour à tour Ajay puis Vicky. Dans English Babu Desi Mem, il est Vikram, puis faisant croire à la mort de celui-ci il se fait passer pour Hari, avant que d'incarner Gopal, le frère de Vikram. Dans Asoka, il est l'empereur Asoka puis le simple Pawan. Dans Paheli il est alternativement le mari et le fantôme amoureux qui en a pris l'apparence et dans Rab Ne Bana Di Jodi c'est également par amour que le timide Surinder se travestit en danseur irrésistible.

#### De nouveaux horizons
À partir de 2008, Shahrukh Khan, qui se définit comme un « bourreau de travail » incapable de refuser la moindre opportunité, espace les tournages et s'il continue à faire fréquemment la « une » des journaux indiens, c'est souvent pour des raisons extra professionnelles. En août 2009, il est interrogé, sans explication, pendant près de deux heures par les services de l'émigration de l'aéroport de Newark (États-Unis). Shahrukh Khan affirme qu'il a été arrêté car il porte un patronyme musulman et l'affaire provoque l'indignation de la presse indienne, de membres du gouvernement et de nombreux indiens choqués par ces contrôles qu'ils jugent excessifs.

#### My Name Is Khan

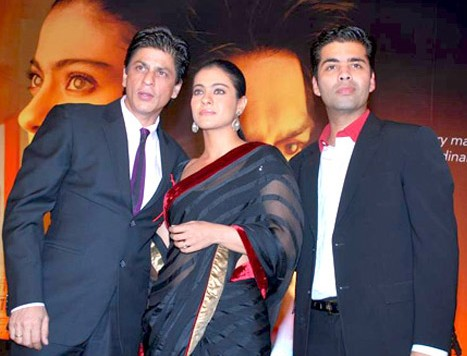
SRK, Kajol et Karan Johar présentant MNIK à la Berlinale 2010

En février 2010 sort le quatrième long métrage de Karan Johar, My Name Is Khan, qui réunit pour la 6e fois le couple Shahrukh Khan / Kajol. Shahrukh Khan y joue le rôle de Rizvan Khan, indien, musulman et légèrement autiste, installé aux États-Unis. Les attentats du 11 septembre et l'islamophobie qu'ils génèrent bouleversent la vie du couple et amènent Rizvan à parcourir le pays à la rencontre du Président des États-Unis pour lui déclarer : My name is Khan and I am not a terrorist, phrase qui n'est pas sans rappeler la mésaventure bien réelle de l'acteur. Ce personnage interprété avec succès, lui vaut le prix du Meilleur acteur aux Filmfare Awards.
Alors que le film, distribué par Fox à l'international, connaît un énorme succès à l'étranger, il s’essouffle rapidement pendant les premières semaines en Inde. On peut trouver à cela plusieurs raisons. Tout d'abord, la date de sortie, février, est peu propice en Inde, de plus, le sujet « sérieux » et l'absence de chansons chorégraphiées déroutent le grand public indien qui lui préfère 3 Idiots avec Aamir Khan. Enfin, la controverse qui éclate quelques jours avant la sortie du film handicape son lancement à Mumbai, ville qui contribue pour une large part au succès d'un film. En effet, début février, en tant que propriétaire de l'équipe de cricket des Kolkata Knight Riders, Shahrukh Khan fait part de sa déception de voir qu'aucun joueur pakistanais n'a été engagé par les équipes indiennes. Le Shiv Sena, parti hindou ultra nationaliste, se déchaîne alors contre l'acteur, assiégeant sa villa et menaçant de représailles les cinémas qui projetteraient My Name Is Khan. Shahrukh Khan refuse de plier devant ces intimidations et maintient ses propos alors que de nombreux multiplex de la capitale du Maharashtra retirent le film de l'affiche.

### Années 2010 et 2020
Après plusieurs années de moindre succès, Shah Rukh Khan connaît début 2023 son plus grand succès au box-office avec un rôle de super-espion dans le film d'action Pathaan.

## Production, télévision, publicité et spectacle
Shahrukh Khan s'est hissé au niveau de son aîné Amitabh Bachchan en termes de box office et en janvier 2013, le magazine Forbes India lui attribue la première place du Top 100 des célébrités indiennes dans un classement combinant revenus (cinéma, publicité…) et notoriété.

### Production

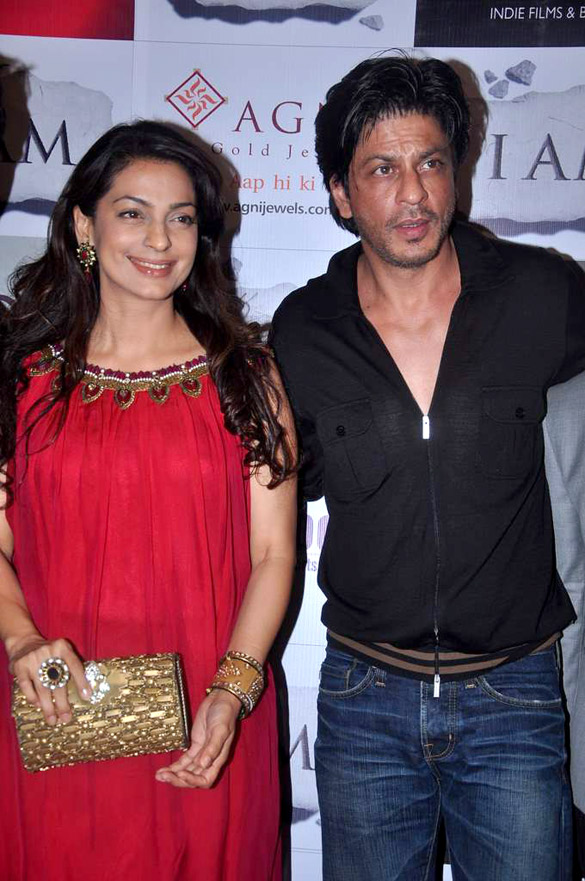
Juhi Chawla et Shahrukh Khan, fondateurs avec Aziz Mirza de Dreamz Unlimited.

En 1999, Aziz Mirza, Juhi Chawla et Shahrukh Khan fondent leur société de production, Dreamz Unlimited, plus pour pouvoir tourner les films qu'ils aiment que pour gagner de l'argent.
La première production, qu'ils réalisent et interprètent, Phir Bhi Dil Hai Hindustani, est l'histoire de deux journalistes, d'abord rivaux, qui s'associent pour dénoncer la corruption. La sortie a lieu le 21 janvier 2000 et c'est un échec commercial sans appel.
L'année suivante, Santosh Sivan que Shahrukh Khan avait apprécié sur le tournage de Dil Se, leur propose un scénario à petit budget comme il en a l'habitude, sur l'empereur Ashoka, mêlant faits historiques et fiction : après avoir perdu la femme qu'il aime, Asoka se lance dans une poursuite effrénée du pouvoir, éliminant ses frères et menant des guerres de conquête meurtrières pour s'apercevoir que tout cela est vain. L'acteur accepte de produire et d'interpréter le film mais en augmente notablement l'envergure. Kareena Kapoor est engagée, Shahrukh Khan apprend le kalarippayatt, art martial ancien du Kerala pour les scènes de combat et le plateau de tournage rassemble 6 caméras, 8 000 figurants, 500 chevaux et une équipe de 728 personnes. Asoka est projeté au Festival international du film de Toronto et à la Mostra de Venise ; la sortie internationale a lieu le 26 octobre 2001. Le démarrage est positif mais l'audience chute rapidement et Dreamz Unlimited enregistre son deuxième échec.
En 2003 Aziz Mirza réalise Chalte Chalte dans lequel Shahrukh Khan (Raj) conquiert, perd puis retrouve l'amour de Rani Mukherjee. C'est enfin le succès, mais les trois amis mettent fin à leur association.
L'année suivante, au nom de son épouse, Shahrukh Khan créé une autre société de production, Red Chillies Entertainment, qui connaît la réussite avec les films de Farah Khan, Main Hoon Na (2004), Om Shanti Om (2007) et Happy New Year ainsi qu'avec Ra.One (2011) d'Anubhav Sinha et Chennai Express de Rohit Shetty mais est moins heureuse avec Paheli (2005) d'Amol Palekar, Billu de Priyadarshan (2009), Always Kabhi Kabhi de Roshan Abbas.

### Télévision

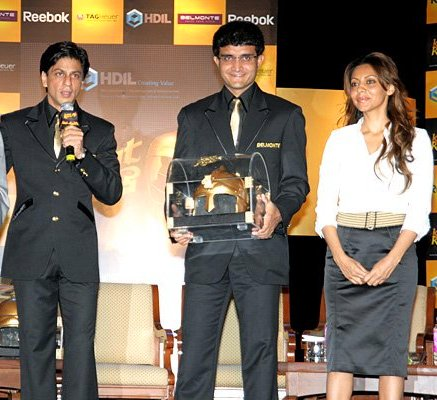
Shahrukh Khan et Sourav Ganguly présentant la mascotte des Kolkata Knight Riders.

En 2007, il fait son retour à la télévision qui l'avait rendu célèbre à la fin des années 1980. Succédant à Amitabh Bachchan, il anime avec succès Kaun Banega Crorepati?, la version indienne de Qui veut gagner des Millions ? pour laquelle il reçoit deux récompenses comme meilleur animateur : le 7e Indian Telly Awards et le Global Indian TV Honours. En mai 2008 il anime Kya Aap Paanchvi Pass Se Tez Hain? (Êtes-vous plus fort qu'un élève de 10 ans ?) mais le jeu s'arrête rapidement faute d'audience puis en 2011, il est le présentateur de la version indienne de Total Wipeout.
Grâce à Red Chillies Idiot Box, sa société de production de télévision, il produit Knights and Angels, un reality show, qui vise à sélectionner des pom-pom girls pour cette équipe, baptisée Kolkata Knight Riders. Il produit également Ghar Ki Baat Hai, une sitcom, dont il confie la réalisation à Anant Mahadevan qui faisait partie de l'équipe de Circus.

### Publicité
Shahrukh Khan a toujours aimé la publicité et c'est pour pouvoir en faire qu'il choisit de suivre des études de communication. Il est l'une des premières stars de Bollywood à accepter de tourner des spots publicitaires, transmettant son prestige à cette activité jusqu'alors dédaignée par les vedettes de cinéma. Il commence avec le thé Tata, puis suivent d'innombrables campagnes pour des sodas, des voitures, des banques, des produits alimentaires, des ordinateurs, des montres, des parfums… et même pour une crème blanchissant la peau, ce qui déclenche de vives polémiques et suscite de la part du mouvement « Dark is beautiful » une pétition pour demander l'arrêt de la campagne. Entre 1996 et 2006 il apparaît dans 281 publicités dans la presse et 172 à la télévision et en 2005 il représente 34 marques différentes. Cette même année il devient la première star masculine indienne à tourner une publicité pour le savon Lux.
C'est également pour les énormes cachets et l'indépendance financière qu'ils lui procurent qu'il accepte tous ces contrats. Cela lui permet de ne tourner que les films qu'il choisit, de donner leur chance à de jeunes réalisateurs, de poursuivre sa collaboration avec ses amis et de produire des films risqués. Il possède sa propre société de production de films publicitaires, Red Chillies TVC.

### Spectacles
En 2004, Shahrukh Khan entreprend une tournée mondiale avec le spectacle Temptation 2004. Dans des décors dignes des plus grands shows de music-hall il interprète des chorégraphies sur les chansons qui ont fait son succès avec Preity Zinta, Rani Mukherjee, Priyanka Chopra, Saif Ali Khan et Arjun Rampal. Le spectacle triomphe à Londres, Durban, Dubaï, Toronto, Atlanta, la Réunion… En 2008 Shahrukh Khan tente de renouveler l'expérience avec Temptation Reloaded mais la tournée est rapidement interrompue pour cause de désaccord avec l'organisateur européen.
En 2014, il se lance de nouveau dans une tournée mondiale titrée SLAM! The Tour dans le cadre de la promotion du film Happy New Year.

### Sport
En 2008, il se porte acquéreur avec Juhi Chawla, pour plus de 75 millions de dollars américains, de la franchise de Calcutta dans l'Indian Premier League (IPL), une ligue de cricket nouvellement créée en Inde.
Il a fait l'acquisition de la franchise de Trinité-et-Tobago en Caribbean Premier League (CPL), par le biais des Kolkata Knight Riders. Shahrukh Khan a déclaré : « c'est dans la continuité de notre vision de nous développer mondialement », devenant ainsi le premier détenteur d'une équipe IPL à posséder une franchise de cricket à l'étranger.

## Vie personnelle
Son fils, alors agé de 23 ans, est arrêté en octobre 2021, la police ayant trouvé au cours d'une descente sur un bateau de croisière sur lequel il séjournait de petites quantités de cocaïne sur certains de ses amis. Pour les observateurs, cette arrestation, qui survient alors que les pressions sur des personnalités de Bollywood opposées au gouvernement de Narendra Modi se multiplient, vise en réalité Shahrukh Khan, ce dernier représentant ce que détestent les nationalistes hindous au pouvoir : c’est un musulman riche et influent, intégré et marié à une hindoue, qui promeut des idées de tolérance religieuse,.
Il critique en 2015 les tensions religieuses en Inde après le lynchage d'un homme de confession musulmane soupçonné d’avoir stocké du bœuf dans son réfrigérateur. « L’intolérance religieuse conduira l’Inde à l’âge des ténèbres », avait-il déclaré. En réaction, le ministre en chef de l'Uttar Pradesh, le nationaliste hindou Yogi Adityanath, le compare au cerveau des attentats terroristes de Bombay de 2006, et des partisans du Parti du peuple indien (BJP) mènent une campagne agressive contre lui.

## Filmographie
| Année | Titre original               | Rôle                              | Réalisateur           |
| ----- | ---------------------------- | --------------------------------- | --------------------- |
| 1992  | Deewana                      | Raja Sahai                        | Raj Kanwar            |
| 1992  | Raju Ban Gaya Gentleman      | Raj Mathur                        | Aziz Mirza            |
| 1992  | Dil Aashna Hai               | Karan D. Singh                    | Hema Malini           |
| 1992  | Chamatkar                    | Sunder Srivastava                 | Rajiv Mehra           |
| 1993  | Maya Memsaab                 | Lalit                             | Ketan Mehta           |
| 1993  | Baazigar                     | Ajay Sharma / Vicky Malhotra      | Abbas-Mastan          |
| 1993  | Darr                         | Rahul Mehra                       | Yash Chopra           |
| 1993  | King Uncle                   | Anil Bansal                       | Rakesh Roshan         |
| 1993  | Kabhi Haan Kabhi Naa         | Sunil                             | Kundan Shah           |
| 1994  | Anjaam                       | Vijay Agnihotri                   | Rahul Rawail          |
| 1995  | Karan Arjun                  | Arjun Singh                       | Rakesh Roshan         |
| 1995  | Zamaana Deewana              | Rahul Malhotra                    | Ramesh Sippy          |
| 1995  | Oh Darling Yeh Hai India     | Hero                              | Ketan Mehta           |
| 1995  | Guddu                        | Guddu Bahadur                     | Prem Lalwani          |
| 1995  | Ram Jaane                    | Ram Jaane                         | Rajiv Mehra           |
| 1995  | Trimurti                     | Romi Singh / Bholey               | Mukul Anand           |
| 1995  | Dilwale Dulhania Le Jayenge  | Raj Malhotra                      | Aditya Chopra         |
| 1996  | Chaahat                      | Roop Sing Rathod                  | Mahesh Bhatt          |
| 1996  | English Babu Desi Mem        | Vikram / Hari / Gopal Mayur       | Praveen Nischol       |
| 1996  | Army                         | Arjun                             | Raam Shetty           |
| 1996  | Dushman Duniya Ka            | Badru                             | Mehmood               |
| 1997  | Yes Boss                     | Rahul                             | Aziz Mirza            |
| 1997  | Gudgudee                     | Apparition spéciale               | Basu Chatterjee       |
| 1997  | Koyla                        | Shankar                           | Rakesh Roshan         |
| 1997  | Pardes                       | Arjun Saagar                      | Subhash Ghai          |
| 1997  | Dil to Pagal Hai             | Rahul                             | Yash Chopra           |
| 1998  | Kuch Kuch Hota Hai           | Rahul Khanna                      | Karan Johar           |
| 1998  | Duplicate                    | Bablu Chaudhary / Manu Dada       | Mahesh Bhatt          |
| 1998  | Achanak                      | Lui-même                          | Naresh Malhotra       |
| 1998  | Dil Se                       | Amarkanth Varma                   | Mani Ratnam           |
| 1999  | Baadshah                     | Raj Baadshah                      | Abbas-Mastan          |
| 2000  | Gaja Gamini                  | Apparition spéciale               | Maqbool Fida Husain   |
| 2000  | Phir Bhi Dil Hai Hindustani  | Ajay Bakshi                       | Aziz Mirza            |
| 2000  | Mohabbatein                  | Raj Aryan Malhotra                | Aditya Chopra         |
| 2000  | Josh                         | Max                               | Mansoor Khan          |
| 2000  | Har Dil Jo Pyar Karega...    | Rahul                             | Raj Kanwar            |
| 2000  | Hey Ram                      | Amjad Ali Khan                    | Kamal Haasan          |
| 2001  | La Famille indienne          | Rahul Raichand                    | Karan Johar           |
| 2001  | One 2 Ka 4                   | Arun Verma                        | Shashilal K. Nair     |
| 2001  | Asoka                        | Asoka                             | Santosh Sivan         |
| 2002  | Devdas                       | Devdas Mukherji                   | Sanjay Leela Bhansali |
| 2002  | Shakti                       | Jaisingh                          | Krishna Vamshi        |
| 2002  | Saathiya                     | Yeshwant Rao                      | Shaad Ali             |
| 2002  | Hum Tumhare Hain Sanam       | Gopal                             | K.S. Adiyaman         |
| 2003  | Chalte Chalte                | Raj Mathur                        | Aziz Mirza            |
| 2003  | New York Masala              | Aman Mathur                       | Nikhil Advani         |
| 2004  | Main Hoon Na                 | Major Ram Prasad Sharma           | Farah Khan            |
| 2004  | Swades : Nous, le peuple     | Mohan Bhargav                     | Ashutosh Gowariker    |
| 2004  | Veer-Zaara                   | Veer Pratap Singh                 | Yash Chopra           |
| 2004  | Yeh Lamhe Judaai Ke          | Dushant                           | Birendra Nath Tiwari  |
| 2005  | Kaal                         | Apparition spéciale               | Soham Shah            |
| 2005  | Silsiilay                    | Sutradhar                         | Khalid Mohamed        |
| 2005  | Paheli                       | Kishanlal / Le fantôme            | Amol Palekar          |
| 2005  | Kuchh Meetha Ho Jaye         | Lui-même                          | Samar Khan            |
| 2006  | Alag                         |                                   | Ashu Trikha           |
| 2006  | Kabhi Alvida Naa Kehna       | Dev Saran                         | Karan Johar           |
| 2006  | Don - The Chase Begins Again | Don / Vijay                       | Farhan Akhtar         |
| 2006  | I See You                    | Apparition spéciale               | Vivek Agrawal         |
| 2007  | Chak De! India               | Kabir Khan                        | Shimit Amin           |
| 2007  | Heyy Babyy                   | Raj Malhotra                      | Sajid Khan            |
| 2007  | Om Shanti Om                 | Om Prakash Makhija / Om R. Kapoor | Farah Khan            |
| 2008  | Krazzy 4                     |                                   | Jaideep Sen           |
| 2008  | Bhoothnath                   | Aditya Sharma                     | Vivek Sharma          |
| 2008  | Rab Ne Bana Di Jodi          | Surinder Sahni/Raj Kapoor         | Aditya Chopra         |
| 2009  | Billu                        | Sahir Khan                        | Priyadarshan          |
| 2010  | Dulha Mil Gaya               | Pawan Raj Ghandhi, dit PRG        | Muddassar Aziz        |
| 2010  | My Name Is Khan              | Rizwan Khan                       | Karan Johar           |
| 2011  | Always Kabhi Kabhi           |                                   | Roshan Abbas          |
| 2011  | Voltage                      | Shekhar / G.One                   | Anubhav Sinha         |
| 2011  | Don 2                        | Don                               | Farhan Akhtar         |
| 2012  | Jusqu'à mon dernier souffle  | Samar Anand                       | Yash Chopra           |
| 2013  | Chennai Express              | Rahul                             | Rohit Shetty          |
| 2014  | Youngistaan                  | Lui-même                          | Syed Ahmed Afzal      |
| 2014  | Bhoothnath Returns           | Aditya Sharma                     | Nitesh Tiwari         |
| 2014  | Happy New Year               | Charlie                           | Farah Khan            |
| 2015  | Dilwale                      | Raj Randhir                       | Rohit Shetty          |
| 2016  | Fan                          | Gaurav Chanana / Aryan Khanna     | Maneesh Sharma        |
| 2016  | Dear Zindagi                 | Dr Jehangir Khan                  | Gauri Shinde          |
| 2017  | Raees                        | Raees                             | Rahul Dholakia        |
| 2017  | Jab Harry met Sejal          | Harinder "Harry" Singh Nehra      | Imtiaz Ali            |
| 2018  | Zero                         | Bauua Singh                       | Aanand L. Rai         |
| 2022  | Rocketry: The Nambi Effect   | Lui-même                          | R. Madhavan           |
| 2022  | Laal Singh Chaddha           | Lui-même                          | Advait Chandan        |
| 2022  | Brahmastra                   | Dr Rahul Aggarwal                 | Ayan Mukherji         |
| 2023  | Pathaan                      | Pathaan                           | Siddharth Anand       |
| 2023  | Jawan                        | Vikram Rathore/Azad               | Atlee                 |
| 2023  | Dunki                        | Hardayal "Hardy" Singh Dhillon    | Rajkumar Hirani       |
| 2023  | Tiger 3                      | Pathaan                           | Maneesh Sharma        |

En France, Shahrukh Khan est le plus souvent doublé par Patrick Béthune qui est sa voix française dans La Famille indienne, New York Masala et Swades : Nous, le peuple.
L'acteur Shahrukh Khan a également doublé plusieurs films en langue hindi comme :
- 2004 : Les Indestructibles de Brad Bird - dans le rôle de Bob Parr/Mr. Indestructible (Mr. Lajawab en hindi)
- 2019 : Le Roi Lion de Jon Favreau - dans le rôle de Mufasa

## Distinctions

### Au cinéma
Shahrukh Khan a reçu de nombreuses récompenses aux Filmfare Awards, considérés comme les Oscars indiens, dont huit en tant que Meilleur acteur ce qui en fait, avec Dilip Kumar, l'acteur le plus primé dans cette catégorie. La dernière en date lui a été décernée en 2011 pour son rôle dans My Name Is Khan. Chak De! India et Devdas sont les films qui lui ont valu le plus de récompenses.
- Filmfare Awards
  - 1993 : Meilleur espoir masculin pour Deewana
  - 1994 : Meilleur acteur pour Baazigar et Meilleur acteur (prix des critiques) pour Kabhi Haan Kabhi Naa
  - 1995 : Meilleur acteur dans un rôle négatif pour Anjaam
  - 1996 : Meilleur acteur pour Dilwale Dulhania Le Jayenge
  - 1998 : Meilleur acteur pour Dil to Pagal Hai
  - 1999 : Meilleur acteur pour Kuch Kuch Hota Hai
  - 2001 : Meilleur acteur (prix des critiques) pour Mohabbatein
  - 2003 : Meilleur acteur pour Devdas
  - 2004 : Power Award récompensant la personne la plus influente du cinéma hindi (ex-aequo avec Amitabh Bachchan)
  - 2005 : Power Award
  - 2005 : Meilleur acteur pour Swades : Nous, le peuple et Power Award
  - 2008 : Meilleur acteur pour Chak De! India
  - 2011 : Meilleur acteur pour My Name Is Khan
- IIFA Awards
  - 2003 : Meilleur acteur pour Devdas
  - 2005 : Meilleur acteur pour Veer-Zaara
  - 2008 : Meilleur acteur pour Chak De! India
  - 2009 : Acteur de la décennie
  - 2011 : Meilleur acteur pour My Name Is Khan
- Star Screen Awards
  - 1996 : Meilleur acteur pour Dilwale Dulhania Le Jayenge
  - 2002 : Meilleur couple avec Kajol (La Famille indienne)
  - 2003 : Meilleur acteur pour Devdas et Meilleur couple avec Aishwarya Rai (Devdas)
  - 2005 : Meilleur acteur pour Veer-Zaara et Meilleur couple avec Preity Zinta (Veer-Zaara)
  - 2007 : Meilleur couple avec Rani Mukherjee (Kabhi Alvida Naa Kehna)
  - 2008 : Meilleur acteur pour Chak De! India et Meilleur couple avec Deepika Padukone (Om Shanti Om)
  - 2010 : Le Couple de la décennie avec Kajol
  - 2011 : Meilleur acteur (prix du public) pour My Name Is Khan
  - 2012 : Meilleur acteur (prix du public) pour Don 2 et Meilleur couple avec Priyanka Chopra (Don 2)
- Zee Cine Awards
  - 2003 : Meilleur acteur pour Devdas
  - 2005 : Meilleur acteur pour Veer-Zaara
  - 2008 : Meilleur acteur pour Chak De! India
  - 2011 : Meilleur acteur pour My Name Is Khan
  - 2012 : Meilleur acteur (prix du jury) pour Don 2
  - 2014 : Meilleur acteur pour Chennai Express

En 2007, il a également été sacré Entertainment Business Leader (Personnalité dirigeante du monde du spectacle) par CNBC TV ainsi que par The Times of India ; par ailleurs, il a été désigné Indien de l'année dans la catégorie Spectacle par NDTV.

### Hors cinéma
Après lui avoir accordé le Rajiv Gandhi Award, le Gouvernement indien lui attribue la Padma Shri en 2005, quatrième plus haute décoration civile.
L'ambassadeur de France en Inde, Jérôme Bonnafont, le fait officier de l'Ordre des Arts et des Lettres en janvier 2008. Cet honneur récompense l'acteur pour avoir popularisé le cinéma de Bollywood en France. Le 1er juillet 2014, la France le récompense une fois de plus pour son exceptionnelle contribution à la diversité culturelle à travers le monde. Laurent Fabius, ministre français des Affaires étrangères, lui remet la Légion d'honneur, la plus haute décoration française.
En 2008, le chef de l'État de Malacca (Malaisie) remet à Shahrukh Khan le titre de Datuk en remerciement de la promotion assurée au pays et à son tourisme.
Après son entrée chez Madame Tussauds à Londres en 2007, Shahrukh Khan inaugure sa statue au musée Grévin à Paris le 28 avril 2008 en compagnie de l'animateur Jean-Pierre Foucault et de centaines de fans.
En décembre 2008, le magazine Newsweek le classe quarante-et-unième parmi les cinquante personnes les plus influentes du monde, entre Jeff Bezos, PDG d'Amazon.com, et Oussama ben Laden.

### Décorations
- Commandeur de l'Ordre du Mérite Intellectuel ( Maroc, 2012)[70].
- Officier de l'Ordre des Arts et des Lettres ( France, 2008).
- Officier de la Légion d'honneur ( France, 2014).

### Filmographie
- (en) Nasreen Munni Kabir, The Inner and Outer World of Shah Rukh Khan, 2005. Film documentaire.